# Unió Siríaca del Líban
La Unió Siríaca del Líban (en siríac ܓܰܒܐ ܕܚܘܝܕܐ ܣܘܪܝܝܐ ܒܠܒܢܢ, Gabo D'Huyodo Suryoyo B Lebnon; en anglès Syriac Union Party in Lebanon) és un partit polític libanès nacionalista siríac/arameu fundat el 29 de març del 2005. El seu líder és Ibrahim Mrad que també dirigeix el Consell de la Unitat Patriòtica de Beth-Nahrin (Huyodo d Bethnahrin Athronoyo, HBA), que inclou organitzacions siríaques i assíries del Líban i Europa.